# سيجما كاي
سيجما كاي أو مجتمعَ البحث العلمي (بالإنجليزية :The Scientific Research Society) أسست السيجما كاي في عام 1886 وهي مجتمع شريف لاربحي يوجد به حوالي 65,000 من العلماء والمهندسين انتخبوا على أساس الإنجازات التي حققتها أبحاثهم.
هناك أكثر من 500 سيجما كاي في فصول الجامعات والكليات والمختبرات الحكومية ومراكز الأبحاث والصناعةِ، تقريباً معظم السيجما كاي موجودة في الولايات المتحدة، مع ذلك هناك حوالي عشرون منها في كندا وهناك عشرون فصلاً من السيجما كاي في بلدان أخرى. في الواقع السيجما كاي هي مجتمع أمريكي وليس دولي، إن فصول سيجما كاي تعطي المنح العلمية سنوياً إلى الباحثين الشباب الواعدين في البرامج التي تدعم الأخلاق في البحث والعلم والهندسة والتعليم والفهم العام للعلم وأيضاً لتوثيق التعاون في البحث الدولي والصحة العامة لمشروعية البحث.

## وصلات خارجية
- موقع كاي